# John Stapp
John Paul Stapp, född 1910, död 1999, var en av de drivande bakom utvecklingen av dagens säkerhetsbälten som används i bland annat bilar. Han var flygläkare och slutade som överste inom USA:s flygvapen och forskade bland annat på kraftiga accelerations- och retardationseffekter, g-krafter, på människa med sig själv som det viktigaste försöksobjektet. Resultaten av hans undersökningar kom även att utgöra viktiga delar i arbetet inför amerikanska rymdprogrammet med astronauter.

## Bakgrund
John Stapp var den äldste av fyra syskon och han föddes i Salvador de Bahia i Brasilien där föräldrarna verkade som missionärer. Skolgången kom därför från 12 års ålder att ske på internat i USA. Den akademiska utbildningen erhöll Stapp vid universiteten i Texas samt Minnesota där han avslutade med medicine doktorsexamen 1944. Han tjänstgjorde sedan ett år vid St. Mary´s sjukhus i Duluth i Minnesota för att i oktober 1944 tillträda tjänst som flygläkare vid United States Army Air Forces.

## Forskningsområden
Stapp kom att ägna sig åt tre vetenskapliga områden. Det var att testa syrgassystem vid hopp från mer än 12 kilometers höjd, undersöka vilka risker det fanns med att bli utsatt för kraftig fartvind samt effekter av extrema hastighetsändringar - accelerationer eller inbromsningar.

### Syrgassystems funktioner vid hopp från hög höjd
Bland hans första uppgifter blev att testa olika syrgassystems funktioner i flygplan utan tryckkabin på höjder på upp till över 12 kilometers höjd. En av farorna var dekompressionssjuka, det vill säga en form av dykarsjuka. Stapp deltog i utvecklingen av hur den kunde undvikas genom att utlösa fallskärmen sent under hoppet, när hoppet nått så låg höjd att atmosfärstrycket var tillräckligt högt för att inte orsaka skador.

### Fartvindsförsök
Undersökningarna byggde på att vid hastigheter upp till 570 miles/h (920 km/h) skjuta undan kabintaket på flygplanet han satt i och utsättas för fartvinden. Vid dessa försök ingick även hur man bäst skulle kunna ta sig ur ett flygplan vid hög hastighet.  

### Extrema hastighetsförändringar
År 1947 knöts Stapp till ett projekt för att undersöka effekten på människa vid extremt kraftiga accelerationer respektive inbromsningar. Han stannade där till 1967 då han lånades över till The National Highway Traffic Safety Administration för arbete med bilsäkerhet där han förblev till 1970, då han pensionerades från flygvapnet med överstes grad.
Behovet av kunskaper om påverkan på den mänskliga kroppen vid mycket snabba hastighetsförändringar, det vill säga vid extremt kraftig acceleration respektive retardation (inbromsning), stod klart vid olyckor med de allt snabbare flygplanen i slutet av andra världskriget liksom i samband med det ökande antalet olyckor med bilar på grund av bilismens kraftiga samtidiga tillväxt. Med början i slutet av april 1947 utvecklades en undersökningsmetod med markbundna slädar, som sköts iväg utefter en horisontell rälsbana och sedan bromsades in mycket snabbt till att börja med genom att släden körde ner i en vattendamm. Stapp blev då en av de frivilliga som ställde upp vid dessa försök, som utformades till mycket kraftiga inbromsningar med försökspersonen fasthållen i spännanordningar då han (ingen kvinna deltog) kastades framåt. Under dessa tester fick Stapp frakturer på högra handleden vid två olika tillfällen liksom revbensfrakturer. Inbromsningarna var så kraftiga att Stapp förlorade tandfyllningar och fick blödningar i ögonens näthinnor, vilket orsakade tillfälliga synförluster och på sikt bestående skador.

## Betydelse
Stapps forskning på kraftiga hastighetsförändringar hade stor betydelse för både civilt som militärt flyg. Så exempelvis visade det sig att färd där framför allt flygpassagerare färdades med ryggen i färdriktningen krävde förhållandevis litet behov av selar och andra fastspänningsanordningar och att de klarade betydligt kraftigare inbromsningar än med ansiktet i färdriktningen. Inom militär flygverksamhet utnyttjades kunskaperna, vilket inte skedde i samma omfattning inom den civila utan bland annat sitter passagerarna fortfarande vända med ansiktena i färdriktningen.
Stapps undersökningar medförde att säten i stridsflygplan utformades att tåla upp till 32 gångern tyngdaccelerationen (g) (310 m/s2), vilket innebär att en väl skyddad pilot oskadd skulle kunna gå undan efter en så kraftig inbromsning vid ett haveri, såvida inte sätet hade brutits loss vid olyckan. Vid sitt sista försök visade Stapp att en människa kan klara upp till åtminstone 46,2 g i framåtvänd position med adekvat skyddsutrustning. Vid det tillfället nådde släden en hastighet på 632 miles/hour (1017 km/tim) innan inbromsningen påbörjades.

## Skador och död
Förutom en hel del frakturer på framför allt bröstkorgen fick Stapp ögonskador på grund av de kraftiga inbromsningarna, så att han fick kvarstående nedsatt syn. Stapp dog fridfullt hemma i New Mexico 89 år gammal.